# Järvsjötjärnarna
Järvsjötjärnarna är en sjö i Åsele kommun i Lappland och ingår i Ångermanälvens huvudavrinningsområde. Järvsjötjärnarna ligger i Ringåskullen Natura 2000-område.